# The Guardian
The Guardian es un diario británico. Se le conoció desde 1821 hasta 1959 como el Manchester Guardian. Junto con sus periódicos hermanos The Observer y The Guardian Weekly, The Guardian es parte del Guardian Media Group, propiedad del Scott Trust. El Scott Trust fue creada en 1936 "para asegurar la independencia financiera y editorial de The Guardian a perpetuidad y para salvaguardar la libertad periodística y los valores liberales de The Guardian libres de interferencia comercial o política". El Scott Trust se convirtió en una sociedad anónima en 2008, con una constitución escrita para proyectar las mismas protecciones para The Guardian que fueron originalmente construidas en la misma estructura ideada por sus creadores. Los beneficios se reinvierten en el periodismo en lugar de beneficiar a un propietario o accionistas.
Los lectores del periódico generalmente están en la izquierda del espectro político de la opinión política británica. La reputación del periódico como una plataforma para la editorial liberal y de izquierda ha llevado al uso del "lector del Guardian" y "Guardianista" como epítetos peyorativos a menudo (pero no siempre) para aquellos de tendencia izquierdista o tendencias políticamente correctas.
The Guardian está editado por Katharine Viner, que sucedió a Alan Rusbridger en 2015. En 2016, la edición impresa de The Guardian tuvo una circulación diaria promedio de aproximadamente 162,000 copias en el país, detrás de The Daily Telegraph y The Times. Desde 2018 ha sido publicado en formato tabloide. El periódico tiene una edición en línea del Reino Unido, así como dos sitios web internacionales, Guardian Australia (fundada en 2013) y Guardian US (por Estados Unidos, fundada en 2011). La edición en línea del periódico fue la quinta más leída en el mundo en octubre de 2014, con más de 42,6 millones de lectores. Sus ediciones impresas y en línea combinadas llegan a casi 9 millones de lectores británicos.
Las primicias notables incluyen el escándalo por escuchas telefónicas y hackeo de celulares de 2011 por parte de News International, en particular el hackeo del teléfono de la adolescente inglesa asesinada Milly Dowler. La investigación llevó al cierre del periódico dominical más vendido del Reino Unido, y uno de los periódicos de mayor circulación en el mundo, News of the World. The Guardian también publicó noticias de la colección secreta de registros telefónicos de Verizon en poder de la administración del presidente estadounidense Barack Obama en junio de 2013, y posteriormente reveló la existencia del programa de vigilancia PRISM después de que se filtrara al periódico por el informante de la NSA, Edward Snowden. En 2016, lideró la investigación de los Panama Papers, exponiendo los vínculos del entonces primer ministro británico David Cameron con cuentas bancarias offshore. The Guardian ha sido nombrado Periódico del Año cuatro veces en los Premios anuales de la prensa británica, el más reciente en 2014 por informar sobre la vigilancia gubernamental. Debido a la frecuencia de los errores tipográficos del papel, en la década de 1960 la revista de noticias satírica y de actualidad Private Eye lo denominó The Grauniad, un apodo que todavía se usa en la actualidad.

## Historia

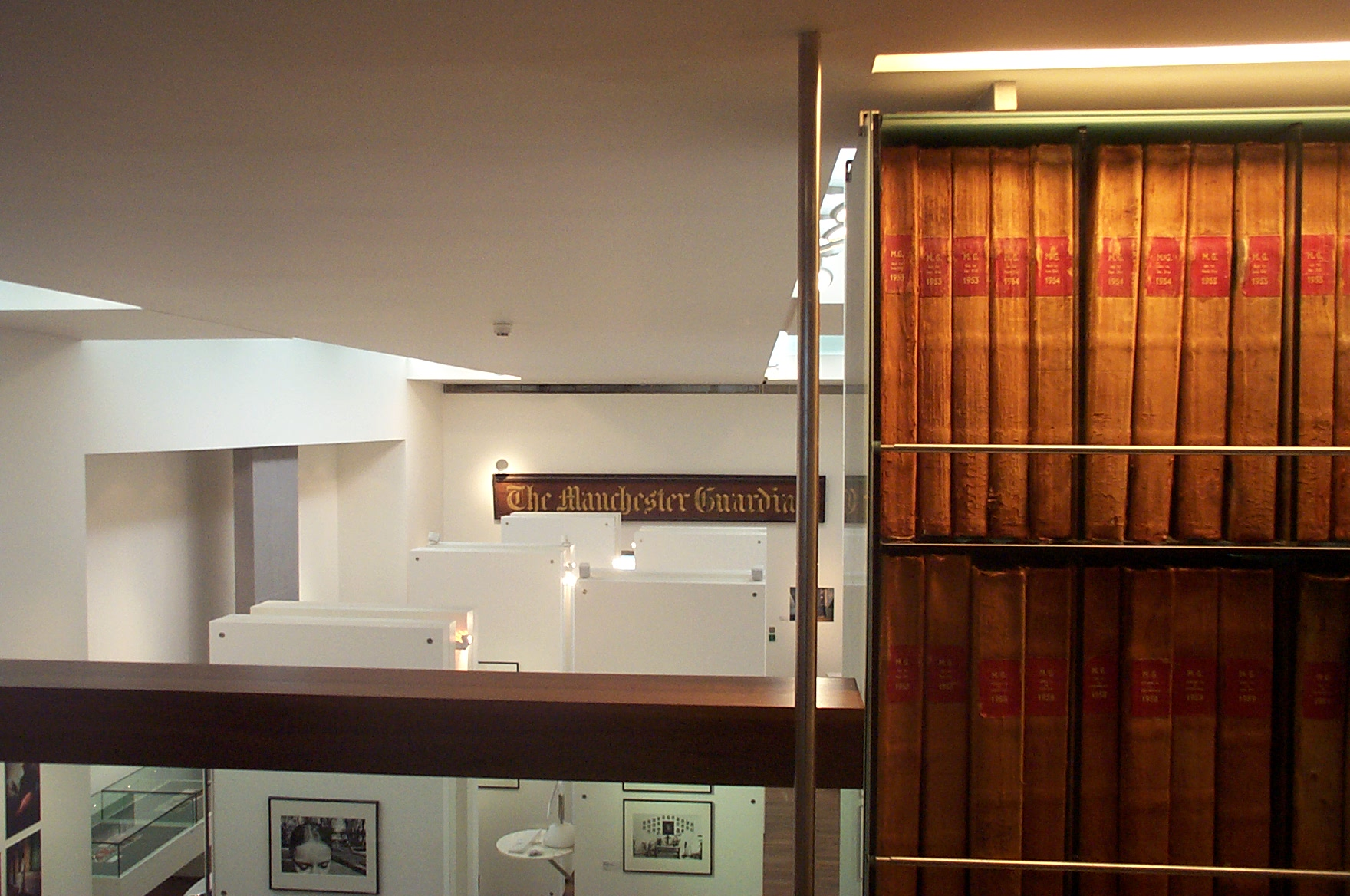
Centro de visitas y archivo en la sala de prensa de The Guardian. Al fondo se ve un cartel con el nombre original del periódico.

The Manchester Guardian fue fundado en 1821 por un grupo de hombres de negocios no conformistas encabezados por John Edward Taylor. El anuncio de su fundación proclamaba que "reforzará celosamente los principios de la libertad civil y religiosa, defenderá acaloradamente la causa de la Reforma, ayudará la difusión de los principios justos de la Economía Política y apoyará, sin referencia a la parte o partido de origen, a todas las ideas útiles".
Su director más conocido fue C. P. Scott, quien compró el periódico en 1907. Bajo su dirección la línea de la publicación se radicalizó, apoyando el ala más dura del liberalismo y oponiéndose, contra la opinión pública del período, a la segunda guerras de los Bóeres.
La amistad de Scott con Chaim Weizmann jugó un papel importante en la Declaración Balfour y en la posición del diario en relación con la creación del estado de Israel. Posición que cambió con el tiempo, como se refleja en el libro Disenchantment: The Guardian and Israel de Daphna Baram. 
En 1936 la propiedad pasó al Scott Trust, a fin de asegurar la independencia del periódico.
Tradicionalmente afín a las ideas de centro-izquierda del antiguo Partido Liberal del Reino Unido, y con una base inconformista, sobre todo en el norte del país, el periódico aumentó su importancia y se ganó el respeto general de la izquierda durante la guerra civil española. Junto al proliberal News Chronicle, el laborista Daily Herald, el comunista Daily Worker y otros semanarios, The Guardian apoyó el gobierno de la II República Española contra las tropas del general Franco.
Posteriormente fue uno de los pocos periódicos ingleses de nota que se manifestó contrario a la posición del gobierno británico durante la guerra del Sinaí.
En 1983 el periódico fue el centro de un escándalo provocado cuando reveló la instalación en Inglaterra de misiles de crucero estadounidenses armados con bombas nucleares. El periódico fue obligado por una orden judicial a revelar su fuente de información, lo que llevó al encarcelamiento de Sarah Tisdall.
En 1995 tanto el Guardian como otros medios fueron demandados por difamación por el entonces ministro del gobierno conservador Jonathan Aitken por sus alegaciones que sus gastos de estadía durante una visita a París habían sido pagados por un príncipe de Arabia Saudita (lo que era equivalente a haber aceptado una coima). En 1997 el Guardian publicó documentos demostrando que las negativas de Aitken eran falsas, lo que llevó a su encarcelación por perjurio y tentativa de corromper el curso de la justicia.
A principios del siglo XXI el diario atacó el Acta de Establecimiento y el Acta de Traición de 1848 (que establece que proponer la abolición de la monarquía es traición).
Durante las presentes guerras de Irak y Afganistán el diario ha sido uno de los más críticos de las posiciones tanto de EE. UU. como del Reino Unido.
Igualmente el periódico ha sido muy crítico con el gobierno israelí, lo que ha llevado incluso a acusaciones de antisemitismo. En junio de 2007, el diario conmemoró el 60 aniversario de la guerra de los Seis Días dando el mismo espacio para escribir artículos a los primeros ministros tanto de Israel como de la Autoridad Nacional Palestina.
La Comisión Británica de la Prensa le ha otorgado dos veces (1995 y 2006) el galardón de "Diario del Año".
En el 2006 recibió también el título de "Periódico Mejor Diseñado del Mundo", otorgado por la organización internacional "Society for News Design".
El sitio web del periódico ha recibido numerosos galardones y reconocimientos, tales como los premios Webby; Eppy; Mejor Diario en Línea (seis veces consecutivas) y un galardón en 2007 por ser el "diario más transparente", otorgado por la Universidad de Maryland en Estados Unidos.

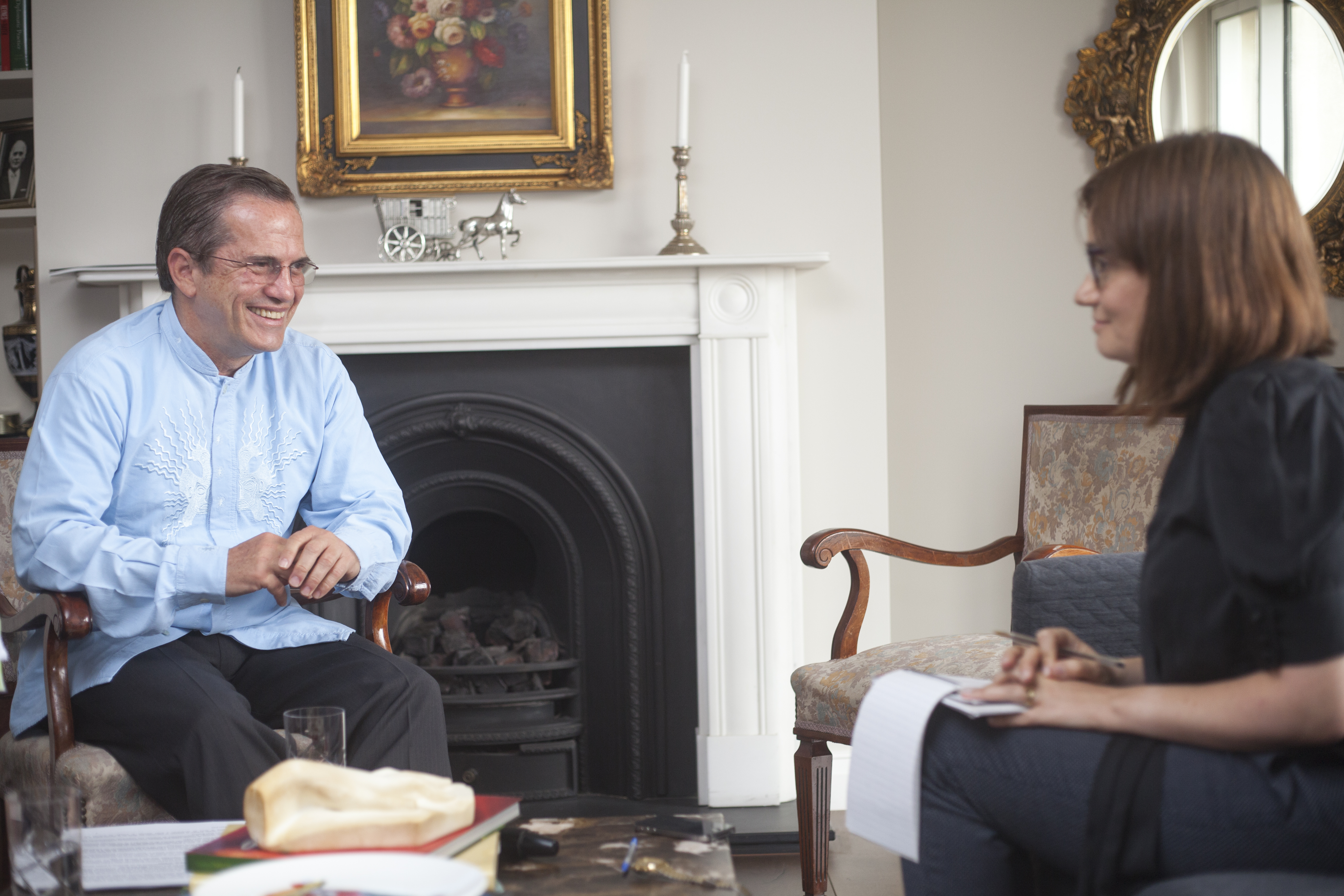
La redactora jefe de noticias de The Guardian, Esther Addley, entrevistando al ministro de Exteriores de Ecuador, Ricardo Patiño, para su artículo acerca de Julian Assange.

En 2013 fue uno de los periódicos encargados de publicar los documentos de alto secreto filtrados por Edward Snowden en los que se revelaba la existencia de programas de espionaje masivo (PRISM) por parte de los servicios de inteligencia de Estados Unidos con la colaboración de países como Reino Unido. Desde entonces se ha venido produciendo una persecución a The Guardian por parte de periódicos rivales, el propio gobierno del conservador David Cameron y distintas agencias de inteligencia.  Organismos internacionales como Naciones Unidas han denunciado esta situación. El relator de la ONU para la libertad de expresión, Frank La Rue, declaró que: estoy absolutamente sorprendido por la forma que trataron a 'The Guardian', de la idea de la acusación al hecho de que algunos miembros del Parlamento incluso lo considerasen un 'traidor'. Creo que es inaceptable en una sociedad democrática. El director del diario Alan Rusbridger tuvo que comparecer ante la Comisión de Interior de la Cámara de los Comunes del Parlamento británico, donde un diputado laborista le llegó a preguntar: ¿Ama usted este país?, entre otras acusaciones de traición. Rusbrigger acudió a la comparecencia con el libro Spycatcher bajo el brazo, autobiografía de un antiguo espía del MI5, Peter Wright, que intentó ser prohibida por el Gobierno británico en el momento de su publicación, en 1987. Diarios como El País compararon el acoso al diario con el macartismo.

## Escritores y columnistas
Entre sus escritores y columnistas se pueden destacar:
- Alan Rusbridger, director del periódico, quien es profesor visitante en el Nuffield College, que forma parte de la Universidad de Oxford. Es también profesor visitante en el Queen Mary, de la Universidad de Londres.
- Madeleine Bunting, directora de Demos, un influyente think tank izquierdista inglés (fue fundado por escritores del Marxism Today', órgano oficial del Partido Comunista de Gran Bretaña).
- Gavyn Davies, exbanquero en el grupo Goldman Sachs y exconsejero del gobierno británico.
- Larry Elliott, ha escrito, entre otros, The Age of Insecurity, junto a Dan Atkinson (Verso Books, 1998, ISBN 0-18-598484-3).
- John N. Gray, filósofo político y autor de numerosos libros.
- Jonathan Freedland, ha escrito ensayos y obras de no ficción, tales como Bring Home the Revolution, en el cual aboga por transformar Inglaterra en una república, y novelas (bajo el nombre Sam Bourne), por ejemplo, El último testamento (2007) que toma lugar en Oriente Medio y se basa en su experiencia en una serie de diálogos organizados por el diario y que establecieron las bases para los Acuerdos de Ginebra en 2003.
- Stephen Fry, comediante, actor, director y escritor británico.
- Timothy Garton Ash, director del Centro de Estudios Europeos en el Colegio de San Antonio (Universidad de Oxford), profesor en la Universidad de Stanford y contribuyente regular en el New York Times, Washington Post, Wall Street Journal, etc.
- Roy Hattersley, autor y comentarista político, exministro durante el gobierno laborista de la segunda mitad de la década de 1960.
- Simon Jenkins, periodista de trayectoria, exdirector del prestigioso periódico londinense The Times. Fue declarado Caballero del Reino Unido por su labor periodística. Dejó el Times en enero de 2005 para dedicarse al Guardian. Ha escrito numerosos libros sobre temas variados, desde educación y política exterior hasta arquitectura e iglesias de Inglaterra.
- George Monbiot, uno de los escritores más conocidos en el movimiento ecologista. Autor de diez libros sobre el tema y figura representativa del grupo People & Planet. Monbiot ha recibido el Premio 500 de la ONU por su trabajos en relación con asuntos ambientales. Como tal, se ha ganado el odio cordial de sectores derechistas en la política actual.
- Peter Preston, exdirector del periódico. Sus investigaciones en los escándalos del gobierno conservador de Margaret Thatcher fueron uno de los factores principales en la caída de ese gobierno.
- Polly Toynbee, prolífica intelectual y escritora, presidenta de la Asociación Humanista de Gran Bretaña. Sus libros se centran principalmente en la condición de vida de los sectores marginados y en críticas a actitudes religiosas.
- Gary Younge, descendiente directo de inmigrantes negros, también escribe para el semanario estadounidense The Nation, que se proclama "el portaestandarte de la izquierda". Su interés principal es la lucha por los derechos civiles.
- Rory Carroll, quien fuera secuestrado en Bagdad en 2006 después de una entrevista con una víctima de Sadam Huseín. Desde entonces reporta para América Latina y el Caribe.